# NGC 5476
NGC 5476 (другие обозначения — MCG -1-36-9, IRAS14055-0551, PGC 50429) — спиральная галактика (Sd) в созвездии Дева.
Этот объект входит в число перечисленных в оригинальной редакции «Нового общего каталога».